# آلودگی نوری
آلودگی نوری (به انگلیسی: Light pollution) نوعی آلودگی است که به روشن شدن بیش از حد یک محیط بر اثر نورهای مصنوعی گفته می‌شود. آلودگی نوری باعث کم فروغ شدن ستارگان و اجرام آسمانی در آسمان می‌شود و مانند تمام انواع دیگر آلودگی، به بوم‌سازگان آسیب می‌رساند.

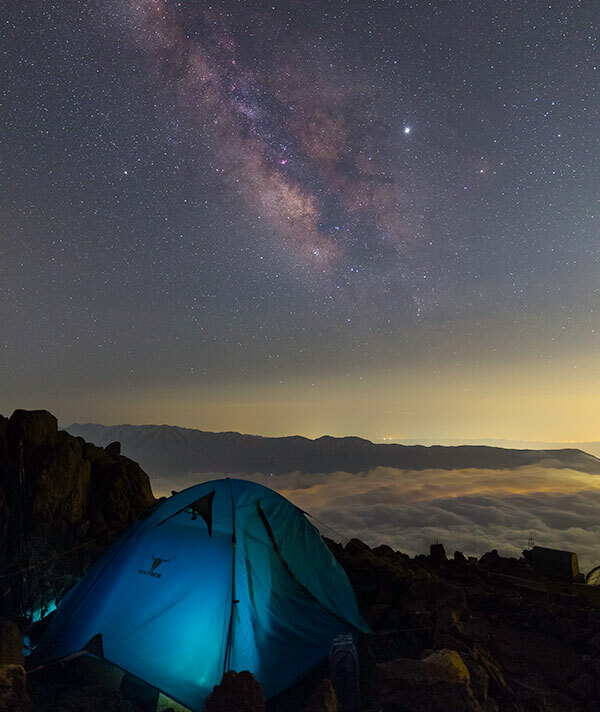
نقش آلودگی نوری در کیفیت رصد ستارگان در آسمان شب - حاشیه شمال شرقی گنبد آلودگی نوری تهران ثبت شده از ارتفاع ۴۲۰۰ متری کوه دماوند

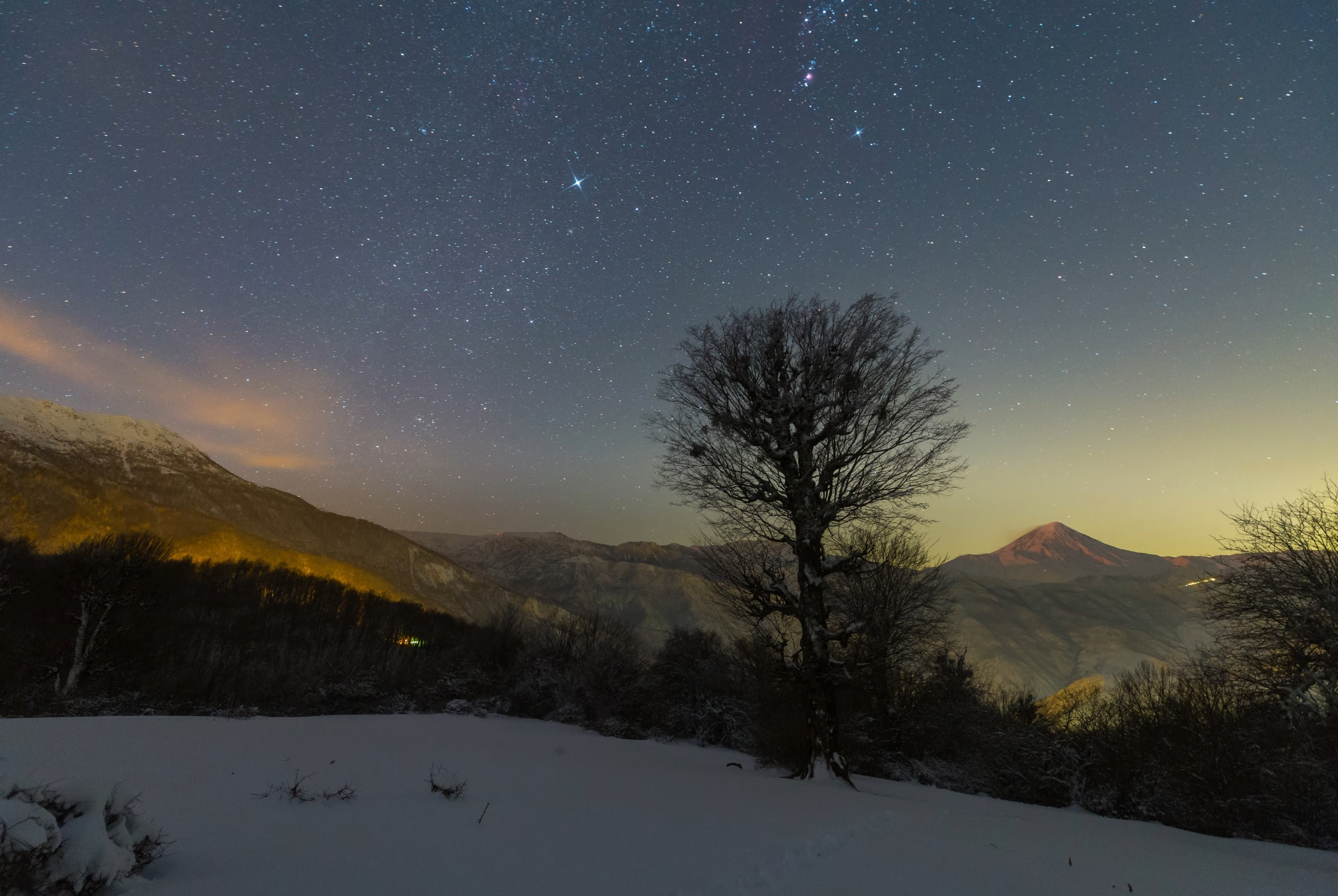
آلودگی نوری تهران در پشت دماوند و نمای شمال شرقی کوه دماوند

تعریف علمی: نورهای مصنوعی که در زمان یا مکان نامناسب از استاندارد خود خارج شده و با کیفیت نامطلوب محیط زیست و آسمان شب را آزار دهنده و آلوده می‌سازند. آلودگی نوری یکی از اثرات جنبی زندگی صنعتی شهری است. به‌طور ساده وقتی پرتوهای نور یک چراغ درست به سمت زمین نشانه نرفته‌است و بخشی از آن (به دلیل نصب غلط یا استفاده از حباب پریزماتیک) به آسمان می‌رود باعث برافروختگی سیاهی آسمان و آسیب به محیط زیست می‌شود. برافروختگی آسمان زمانی بهتر دیده می‌شود که از شهرها دور شده باشید. به گنبدهای نوری در بالای سر شهرها آسمان تاب (Sky Glow) می‌گویند. 
برخی از منابع تولید آلودگی نوری در شهرها به شرح ذیل است: نور تابلوهای تبلیغاتی و بیلبوردها، نور خیابان‌ها و میدان‌ها، نورپردازی المانهای شهری نظیر  پرچم، مجسمه، پل و…، نورپردازی ساختمان‌ها و برج‌ها هستند. تحقیقات نشان می‌دهند که ۸۳٪ مردم جهان در آلودگی نوری زندگی می‌کنند. این رقم در اروپا و ایالات متحده به ۹۹٪ می‌رسد. آلودگی نوری در اغلب موارد ناشی از استفاده بیش از حد، نا‌درست و تنظیم نشده از چراغ‌ها و سیستم‌های روشنایی است. در حدود ۸۰٪ آمریکایی‌ها، ۶۰٪ اروپایی‌ها و در مجموع یک‌سوم از مردم کره زمین به دلیل آلودگی نوری، توانایی مشاهده کهکشان راه شیری را از دست داده‌اند.

## تعریف آلودگی نوری
در این تعریف سه واژه زمان، مکان و کیفیت از اهمیت خاصی برخوردار است که بیشتر درباره آن صحبت می‌کنیم.
زمان نامناسب: ممکن است در ساعاتی از روز از نور مصنوعی استفاده شود که نیازی به آن نیست. این حالت می‌تواند در زمانی رخ دهد که نور خورشید به حد کافی فضای داخل اتاق را روشن می‌کند اما از روی عادتی اشتباه، روشنایی داخل با نورهای مصنوعی افزایش می‌یابد نمونه دیگر در راهروها و پارکینگ‌هایی هستند که ممکن است ساعت‌ها درآنجا ترددی وجود نداشته اما چندین چراغ به‌طور دائم روشن باشد.
توجه داشته باشید که صحبت از مهندسی روشنایی در زمانی شکل می‌گیرد که منابع طبیعی روشنایی مانند خورشید، یا وجود ندارند یا فضای مورد نظرمان را به حد کافی روشن نمی‌سازند؛ بنابراین اگر نور روز تأمین‌کننده روشنایی مطلوب است اما از نور لامپ‌ها در کنار آن استفاده می‌شود، با مصداق واضحی از زمان نامناسب روبرو هستیم.
مکان نامناسب: در دنیای امروز که انرژی از ارزش خاصی برخوردار است محاسبات دقیقی برای مصرف بهینه انواع انرژی از جمله نیروی برق انجام می‌گیرد. در خصوص استفاده از منابع روشنایی مصنوعی در منازل، مکان‌های عمومی، کارگاه‌ها، بیمارستان‌ها، رستوران‌ها و… نیز استانداردهایی تعریف شده که سلامتی انسان به‌خصوص بینایی، مورد توجه پژوهشگران بوده‌است. با توجه به نوع و کاربرد هر مکان، قاعدتاً استانداردهایی برای آن تعریف شده که در نظر نگرفتن این استانداردها و استفاده سلیقه‌ای تولید آلودگی نوری می‌کند. در واقع با چنین نگرشی که چه مقدار نور برای چه فعالیتی و در کجا مناسب است، هم می‌توان انرژی را درست و بهینه مصرف کرد و هم به سلامت خود آسیب نرسانده. به‌طور مثال برای یک اتاق خواب، ۱۰۰ لوکس، کلاس درس ۵۰۰ لوکس و اتاق نقشه‌کشی ۱۰۰۰ لوکس نور لازم است. پس استفاده کم یا بیش از میزان لازم از نور، در هر مکان تولید آلودگی نوری می‌کند. حال در این بخش می‌توان به پایانه اتوبوس‌های درون و برون‌شهری اشاره کرد که با شدت روشنایی بسیار بالایی محوطه خود را بیش از مقدار لازم نورافشانی می‌کنند که این عامل باعث بازتاب نور اضافی نیز از سطح زمین به فضا و محیط‌های هم‌جوار شده و آلودگی نوری را تشدید می‌کند.
کیفیت نامطلوب: در مهندسی روشنایی کیفیت نور از اهمیت بسیار بالایی برخوردار است. همانگونه که مکان و زمان در استفاده از نور تعیین‌کننده است، کیفیت نور نیز از نظر پزشکی و سلامت انسان مورد توجه می‌باشد. هر نوع لامپ با توجه به مکانیزم تولید نور از کیفیت، رنگ و طیف نور خاصی برخوردار است. به‌طور مثال نور لامپ‌های سدیمی کم فشار از نظر ستاره شناسان بسیار مناسب است زیرا به راحتی می‌توان نور این لامپ‌ها را با فیلترهای مخصوص، از دید ابزارهای نجومی مخفی و پوشیده نمود. چراکه نور آن‌ها فقط در طیف زرد تابش نموده و طیف دیگری در آن وجود ندارد در نتیجه به راحتی با نصب فیلتر، حذف می‌شود. اما استفاده از همین لامپ در کنار تالاب‌ها می‌تواند در گونه‌ای قورباغه موجب قطع موقت تغذیه طبیعی و بروز رفتارهای غیرارادی و سکون‌های بلند مدت بعد از خاموشی چراغ‌ها شود.
امروزه توجه به طراحی نورپردازی در کنار مهندسی روشنایی از اهمیت خاصی برخوردار است و رفته رفته لزوم توجه به این مقوله در زندگی شهری، در کنار دیگر المان‌های معماری و حتی مبلمان شهری، ضروری و با اهمیت جلوه می‌نماید. هر چند علم طراحی نورپردازی، تقریباً سلیقه‌ای بوده و تا حدودی توانسته فرمول‌ها و محاسبات مهندسی را نادیده بگیرد، اما تلاش متخصصان برای تعریف زیبایی دراین عرصه و توجه به علوم روانشناسی و رفتارشناسی اجتماعی که حاصل آن برقراری آرامش در محیط‌های گوناگون است اهمیت آن را در این روزگار اثبات می‌کند.

## آلودگی نوری و زندگی موجودات

### پرندگان
اغلب پرنده‌ها به چندین دلیل در شب مهاجرت می‌کنند. یکی از دلیل‌ها این است که زیر نور آفتاب گرما زده می‌شوند، دومی این است که سیستم ردیابی پرنده‌ها با ستاره‌ها و ماه کار می‌کند. از وقتی شهر‌های بزرگ و پر نور ساخته شدند، پرنده‌ها، ستاره‌ها را در نور شهر‌ها گم می‌کنند و از مسیر مهاجرت خود منحرف می‌شوند. در بسیاری از موارد، به خاطر خروج از مسیر همیشگی زندگی‌شان می‌میرند.
در کل کره‌ی زمین زندگی چهار میلیارد پرنده سالانه به خاطر آلودگی نوری در خطر هستند.

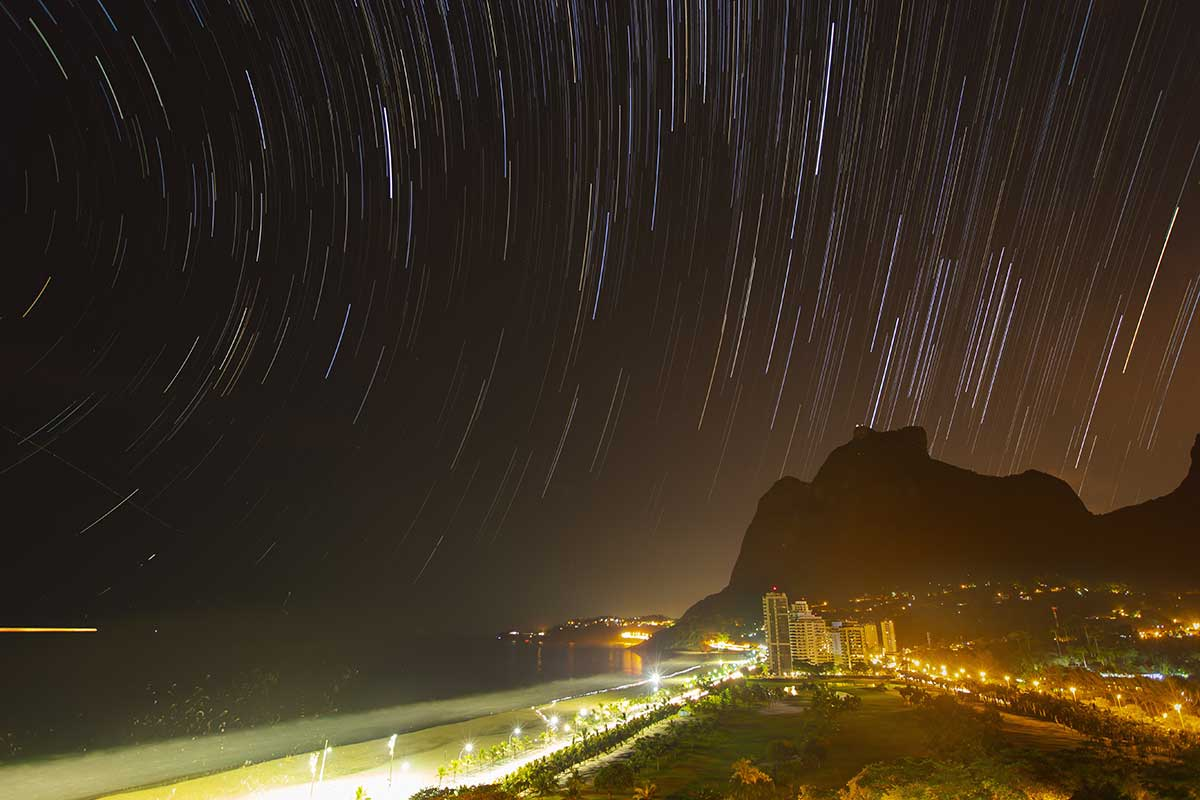
تاثیر آلودگی نوری شهرها در کیفیت رصد آسمان شب - به رد پرندگان گوشه تصویر نگاه کنید

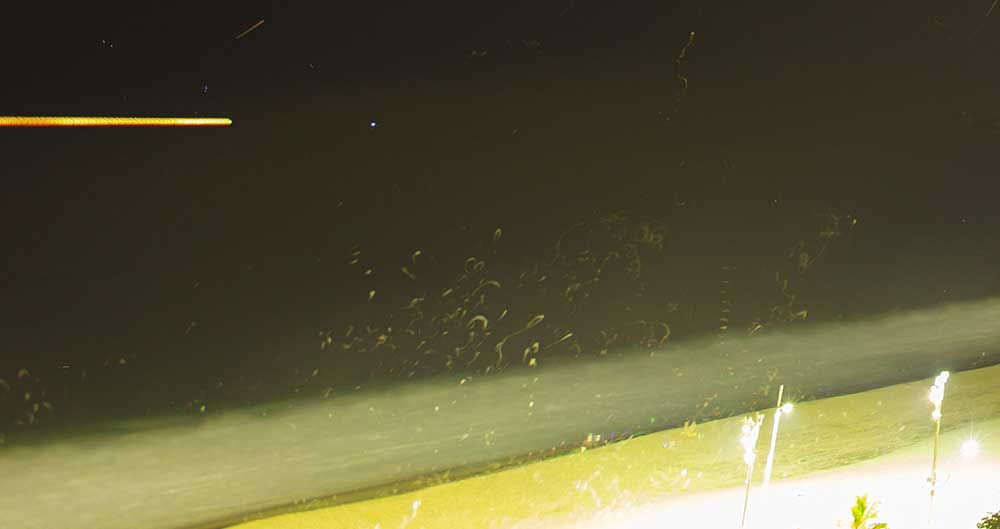
رد حرکت پرندگان به دور منابع نور قوی در ساحل ریو دوژانیرو

این یکی از ده‌ها ضرر‌ آلودگی نوری بود. پرندها از مفیدترین جانداران روی زمین هستند که در کنترل آفات، افزایش حاصلخیزی خاک، تامین غذای آبزیان، گرده‌افشانی و… نقش بسیار پر رنگی دارند. پس به خاطر جان خودمان و کودکان‌مان هم که شده باید بیشتر مراقب پرنده‌ها باشیم.

## راهکارهای کاهش آلودگی نوری
باید توجه داشت احساس و ادراک از آلودگی نوری بسته به میزان نور محیط و کارکردهای فضای مورد بحث دارد. به‌طور مثال در مرکز خرید یک شهر نمی‌توان نور ضعیف یک چراغ‌قوه که در یک شب رصدی مزاحم کار رصدگران است را جزء نمونه‌هایی از این طیف برشمرد. با توجه به این نکته راهکارهای کاهش آلودگی نوری یا حذف آن بستگی به طرح مسئله یا مشکل پیش‌رو دارد.
1. هدایت صحیح پرتوهای روشنایی
2. نصب سرپوش بر روی روشنایی‌ها
3. میزان نور مناسب
4. نصب فتوسل
5. نصب سنسورهای حرکتی
6. پوشش گیاهی
7. جلوگیری از ورود نور
8. استفاده از فیلترهای کاهنده آلودگی نوری
9. اطلاع‌رسانی و آگاه‌سازی اطرافیان
10. اقدامات قانونی مورد نیاز
11. جایگزین کردن منابع نور با طیف آبی سفید با منابعی که طیف نوری گرمتری دارند[۴]